# كوندارا
كوندارا هي بلدة في شمال غرب غينيا. إنها عاصمة محافظة كوندارا. يخدم المدينة مطار سمبايلو. في عام 2014، كان عدد سكانها 27،433 نسمة.

## مناخ
لدى كوندارا مناخ السافانا الاستوائية ( تصنيف كوبن للمناخ Aw ).
| البيانات المناخية لـكوندارا             | البيانات المناخية لـكوندارا | البيانات المناخية لـكوندارا | البيانات المناخية لـكوندارا | البيانات المناخية لـكوندارا | البيانات المناخية لـكوندارا | البيانات المناخية لـكوندارا | البيانات المناخية لـكوندارا | البيانات المناخية لـكوندارا | البيانات المناخية لـكوندارا | البيانات المناخية لـكوندارا | البيانات المناخية لـكوندارا | البيانات المناخية لـكوندارا | البيانات المناخية لـكوندارا |
| الشهر                                   | يناير                       | فبراير                      | مارس                        | أبريل                       | مايو                        | يونيو                       | يوليو                       | أغسطس                       | سبتمبر                      | أكتوبر                      | نوفمبر                      | ديسمبر                      | المعدل السنوي               |
| --------------------------------------- | --------------------------- | --------------------------- | --------------------------- | --------------------------- | --------------------------- | --------------------------- | --------------------------- | --------------------------- | --------------------------- | --------------------------- | --------------------------- | --------------------------- | --------------------------- |
| متوسط درجة الحرارة الكبرى °م (°ف)       | 34.2 (93.6)                 | 36.5 (97.7)                 | 38.4 (101.1)                | 39.3 (102.7)                | 38.1 (100.6)                | 33.9 (93.0)                 | 31.1 (88.0)                 | 30.6 (87.1)                 | 31.2 (88.2)                 | 32.3 (90.1)                 | 33.3 (91.9)                 | 33.7 (92.7)                 | 34.4 (93.9)                 |
| متوسط درجة الحرارة الصغرى °م (°ف)       | 16.7 (62.1)                 | 19.4 (66.9)                 | 22.1 (71.8)                 | 24.1 (75.4)                 | 24.9 (76.8)                 | 23.6 (74.5)                 | 22.3 (72.1)                 | 22.4 (72.3)                 | 22.3 (72.1)                 | 22.7 (72.9)                 | 20.2 (68.4)                 | 15.7 (60.3)                 | 21.4 (70.5)                 |
| معدل هطول الأمطار مم (إنش)              | 0.0 (0.0)                   | 0.2 (0.01)                  | 0.3 (0.01)                  | 1.8 (0.07)                  | 49.2 (1.94)                 | 137.2 (5.40)                | 250.1 (9.85)                | 305.1 (12.01)               | 262.7 (10.34)               | 82.2 (3.24)                 | 9.2 (0.36)                  | 0.1 (0.00)                  | 1٬098٫1 (43.23)             |
| متوسط الأيام الممطرة                    | 0                           | 1                           | 1                           | 1                           | 3                           | 10                          | 14                          | 17                          | 17                          | 6                           | 1                           | 1                           | 72                          |
| المصدر: المنظمة العالمية للأرصاد الجوية |                             |                             |                             |                             |                             |                             |                             |                             |                             |                             |                             |                             |                             |

1. ↑  GeoNames (بالإنجليزية), 2005, QID:Q830106
2. ↑  "Guinea". Institut National de la Statistique, Guinea, accessed via Geohive. مؤرشف من الأصل في 2015-11-24. اطلع عليه بتاريخ 2014-08-27.
3. ↑  "World Weather Information Service — Koundara". World Meteorological Organization. مؤرشف من الأصل في 2016-03-04. اطلع عليه بتاريخ 2015-10-19.